# Tennessee
Tennessee és un dels estats del sud dels Estats Units.

## El nom
El terme Tennessee va ser utilitzat per primera vegada pel capità Juan Pardo, explorador espanyol, quan aquest i els seus homes van passar per una població de nadius americans anomenada Tanasqui en 1567 mentre viatjaven cap a l'interior des de Carolina del Sud. Els colons europeus després van trobar un poble cherokee anomenat Tanasi (o Tanase) en el comtat actual de Monroe. El poble estava situat al costat del riu del mateix nom, ara conegut com a Little Tennessee River.
El significat i l'origen del nom són incerts. S'ha suggerit que seria una modificació cherokee d'una paraula Yuchi/Creek anterior. També s'ha dit que significa "lloc de trobada" i "riu tortuós". El terme modern, Tennessee s'atribueix a James Glen, governador de Carolina del Sud, que va utilitzar aquest nom en la seva correspondència oficial al voltant de 1750. En 1788, Carolina del Nord va anomenar "Tennessee County" al tercer comtat que es va establir en el que ara seria el centre de l'Estat de Tennessee. El terme "Tennessee" es va adoptar finalment en una convenció constitucional reunida en 1796 per a crear un nou estat.

## Demografia
Segons el cens dels EUA del 2000 hi havia censats a l'estat 40.333 amerindis nord-americans (0,6%). Per tribus, les principals són els cherokee (16.687), choctaws (1.102), blackfoot (793), apatxe (623), iroquesos (574) anishinaabemowin (524) i creek (494).

## Història
L'àrea coneguda actualment com a Tennessee va ser habitada per primera vegada fa uns 11.000 anys. Quan els exploradors espanyols, dirigits per Hernando de Soto, van visitar l'àrea en 1500 estava habitada per tribus xerokee, creek i chickasaw.
A mesura que els colons europeus s'establien en l'àrea, la població nadiua va ser forçada a desplaçar-se cap a l'oest. El 1838-1839 prop de 17.000 indis cherokee van ser forçats a desplaçar-se des de l'est de Tennessee a una reserva índia a l'oest d'Arkansas. Aquest fet és conegut com "el camí de les llàgrimes" (Trail of Tears, en anglès). Quatre mil xerokees van morir durant la marxa cap a l'oest.
Tennessee va ser admesa a la Unió en 1796 com el 16è estat, i va ser creat basant-se en les fronteres nord i sud de l'estat de Carolina del Nord, estenent-les cap al riu Mississipi, la frontera oest de Tennessee.
Va ser l'últim estat confederat a secessionar-se respecte a la Unió, cosa que va fer el 8 de juny de 1861. Després de la guerra civil va adoptar una nova constitució que abolia l'esclavitud (22 de febrer de 1865), va ratificar la catorzena esmena de la constitució dels Estats Units el 18 de juliol de 1866, i va ser el primer estat a ser readmès a la Unió, el 24 de juliol del mateix any.
Tennessee va ser l'únic estat dels que s'havien separat de la Unió que no va tenir un governador militar després de la guerra civil americana, gràcies en gran part a la influència del president Andrew Johnson, natural de l'estat, que era el vicepresident d'Abraham Lincoln i que va succeir-lo com a president després del seu assassinat. El 1897, l'estat va celebrar el seu centenari amb una gran exposició. Durant la Segona Guerra Mundial, Oak Ridge va ser escollida com a laboratori del Departament d'Energia Nacional, un dels llocs principals de l'elaboració del projecte Manhattan. Tennessee va celebrar el seu bicentenari el 1996 obrint un nou parc estatal (Bicentennial Mall) sota el Capitol Hill a Nashville.

## Geografia
El territori de Tennessee limita amb altres 8 estats (més que qualsevol altre estat). Limita al nord amb Kentucky i Virginia, a l'est amb Carolina del Nord, al sud amb Geòrgia, Alabama i Mississipi, i a l'oest amb Arkansas i Missouri. El riu Tennessee travessa l'estat. El punt més alt de l'estat és el Clingmans Dome (2.025 msnm), que es troba a la frontera est de l'estat.
L'estat de Tennessee està tradicionalment dividit pels seus habitants en tres grans divisions: Est, Centre i Oest. Es considera generalment que el riu Tennessee és la frontera entre l'oest i el centre de l'estat, mentre que la plana de Cumberland es considera la línia divisòria entre l'est i el centre.
En Tennessee es poden identificar sis regions geogràfiques. D'oest a est són les següents: 
- Gulf Coastal Plain
- Nashville Basin
- Highland Rim
- Cumberland Plateau
- Ridge-and-valley Appalachians
- Blue Ridge Mountains

## Economia
Segons el U.S. Bureau of Economic Analysis, en el 2003 el PNB de Tennessee abastà els 199.786.000.000 $, representant l'1,8 % del total nacional.
En 2003 la renda per capita abastava els 28.641 $, situant-se com el 36è estat segons la renda per capita. Tennessee se situa en el 91 % de la mitjana de renda nacional per capita.
L'impost estatal sobre les vendes arriba al 7 %, mentre els comtats afegeixen un 2,25 %, arribant a un total de 9,25 %. Algunes ciutats afegeixen altres impostos. Tennessee té un dels impostos més alts sobre les vendes als Estats Units.

## Demografia
Segons el U.S. Census Bureau, en 2008 la població de Tennessee s'estimava en 6.214.888 persones.
La composició racial de l'estat és la següent:
- 79,2 % blancs
- 16,4 % negres
- 2,2 % hispanoamericans
- 0,3 % indis americans
- 1,0 % ssiàtics
- 1,1 % races mixtes

Els habitants de Tennessee són en la seua majoria d'origen estatunidenc (17,5 %), afroamericà (16,4 %), irlandès (9,3 %), anglès (9,1 %) i alemany (8,3 %).
El 6,6 % de la població té menys de cinc anys, el 24,6 % és menor de divuit anys, i el 12,4 % tenen més de seixanta-cinc anys. Les dones representen el 51,3 % de la població.

## Celebritats nascudes en aquest estat
- Paramore, el grup fou fundat en la ciutat de Franklin, i els seus integrants pertanyen tots a la ciutat.
- Morgan Freeman
- Miley Cyrus
- Skillet, el grup fou fundat en la ciutat de Memphis
- RED, esta és originària de Nashville
- Randy Orton
- Dolly Parton
- Quentin Tarantino
- Justin Timberlake
- Ke$ha
- Lucy Hale
- Usher
- Megan Fox
- Elaine Hendrix
- Brad Renfro
- Young Buck raper i ex-membre de G-Unit
- Billy Ray Cyrus
- Aretha Franklin
- Johnny Knoxville actor i creador de Jackass
- Rachel Renne Smith, Miss Tennesee 2007 i Miss USA 2007

## Clima
| Tº mensuals normal altes i baixes per a diverses ciutats de Tennessee (F) |       |       |       |       |       |       |       |       |       |       |       |       |
| Ciutat                                                                    | Gen   | Feb   | Mar   | Abr   | Mai   | Jun   | Jul   | Ago   | Set   | Oct   | Nov   | Des   |
| Chattanooga                                                               | 49/30 | 54/33 | 63/40 | 72/47 | 79/56 | 86/65 | 90/69 | 89/68 | 82/62 | 72/48 | 61/40 | 52/33 |
| Knoxville                                                                 | 46/29 | 52/32 | 60/39 | 69/47 | 76/56 | 84/64 | 87/68 | 86/67 | 81/61 | 70/48 | 59/39 | 50/32 |
| Memphis                                                                   | 49/31 | 54/36 | 63/44 | 72/52 | 80/61 | 88/69 | 92/73 | 91/71 | 85/64 | 75/52 | 62/43 | 52/34 |
| Nashville                                                                 | 46/28 | 51/31 | 61/39 | 70/47 | 78/57 | 85/65 | 89/70 | 88/68 | 82/61 | 71/49 | 59/40 | 49/32 |
| Oak Ridge                                                                 | 46/27 | 52/30 | 61/37 | 70/44 | 78/53 | 85/62 | 88/66 | 87/65 | 81/59 | 71/46 | 59/36 | 49/30 |